# Các nhà máy ở thung lũng Derwent
Các nhà máy ở thung lũng Derwent là hệ thống các nhà máy được công nhận là Di sản thế giới nằm trong thung lũng Derwent, dọc theo sông Derwent, thuộc hạt Derbyshire, Anh. Hệ thống các nhà máy hiện đại này được dựng lên ở đây trong thế kỷ thứ 18 để thích ứng với kỹ thuật mới về kéo sợi bông, do Richard Arkwright phát triển. Với những tiến bộ trong công nghệ, nó đã có thể sản xuất sợi bông liên tục. Hệ thống này đã được áp dụng trên khắp thung lũng và sau đó lan rộng ra toàn quốc. Đến năm 1788 đã có hơn 200 nhà máy kiểu Arkwright ở Anh. Các phát minh và hệ thống tổ chức lao động của Arkwright đã được lan rộng sang cả châu Âu và Hoa Kỳ.
Nhà máy tơ sử dụng năng lượng nước ở Anh được áp dụng bởi John Lombe tại nhà máy tơ lụa của ông ở Derby năm 1719 nhưng chính Richard Arkwright đã áp dụng năng lượng nước vào quá trình sản xuất bông trong những năm 1770. Cromford Mill là nhà máy đầu tiên của Richard Arkwright, với làng Cromford gần đó được mở rộng đáng kể cho lực lượng lao động mới đến đây. Hệ thống sản xuất và nhà ở của các công nhân Cromford được sao chép ra khắp thung lũng. Để đảm bảo về lực lượng lao động, cần phải xây dựng nhà ở cho công nhân các nhà máy. Do đó, các khu định cư mới được thành lập bởi các chủ sở hữu xung quanh các nhà máy (đôi khi phát triển từ một cộng đồng dân cư đã tồn tại từ trước) với các dịch vụ phúc lợi gồm trường học, nhà thờ và chợ. Hầu hết nhà ở vẫn tồn tại và vẫn đang được sử dụng cho đến ngày nay. Cùng với cơ sở hạ tầng giao thông là một phần của di sản này. Cơ sở hạ tầng giao thông đã được xây dựng để mở rộng thị trường cho sản phẩm sản xuất tại các nhà máy.
Việc xây dựng khu kỹ nghệ trong một vùng nông thôn cũng cần phải xây kèm theo các nhà ở cho công nhân của các nhà máy, do đó một ngôi làng mới đã mọc lên quanh các nhà máy này. Ngôi làng hiện vẫn tồn tại.
Các khu dân cư và các nhà máy được thành lập tại Belper, Darley Abbey và Milford bởi các đối thủ của Arkwright. Các nhà máy kiểu Arkwright thành công đến mức đôi khi chúng được sao chép mà không phải trả tiền bản quyền thương mại cho Richard Arkwright. Ngành công nghiệp bông ở thung lũng Derwent đã suy giảm trong quý đầu tiên của thế kỷ 19 khi thị trường chuyển hướng sang Lancashire, nơi có vị trí tốt hơn cả về thị trường và nguyên liệu thô. Các nhà máy và các tòa nhà liên quan được bảo quản tốt và đã được tái sử dụng kể từ khi ngành công nghiệp bông suy giảm. Nhiều tòa nhà nằm trong danh sách Di sản thế giới cũng là những tòa nhà được liệt kê và Di tích quốc gia. Một số nhà máy hiện có các bảo tàng và mở cửa cho công chúng tham quan.

## Phạm vi
Các nhà máy ở thung lũng Derwent có tổng diện tích 12,3 km2 (4,7 dặm vuông Anh) trải dài 24 km (15 mi) của thung lũng thuộc hạt Derbyshire, từ Matlock Bath ở phía bắc cho đến trung tâm thành phố Derby ở phía nam. Trong thung lũng là các nhà máy, khu dân cư bao gồm nhà ở cho công nhân, đập trên sông Derwent và mạng lưới giao thông hỗ trợ trong thung lũng. Di sản này bao gồm các cộng đồng dân cư tại Cromford, Belper, Milford và Darley Abbey với tổng cộng 838 tòa nhà được liệt kê gồm 16 tòa nhà và công trình cấp I, 42 cấp II* và 780 cấp II. Các tòa nhà là quần thể hỗn hợp các nhà máy, nhà ở cho công nhân, cấu trúc và các công trình công cộng. Kênh đào Cromford và Tuyến đường sắt Cromford và High Peak hỗ trợ cho công nghiệp tại thung lũng cũng là một phần của Di sản thế giới này.

## Vận chuyển

### Kênh đào Cromford

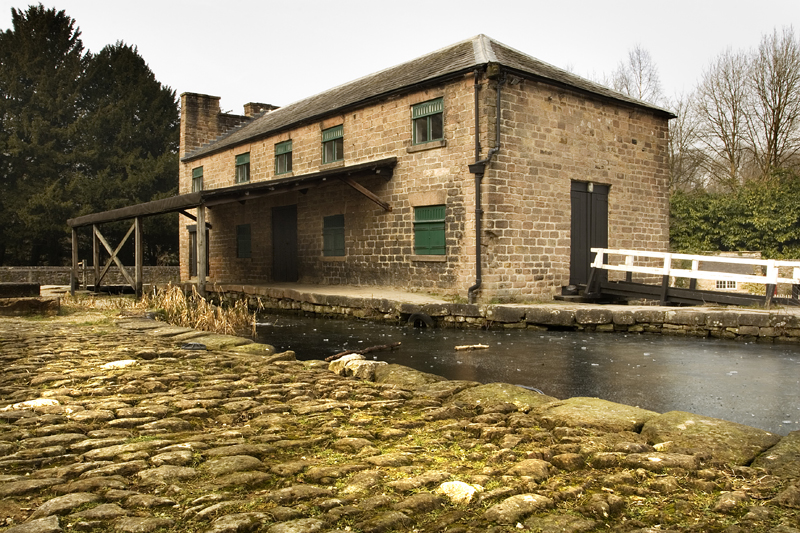
Cầu tàu Cromford, điểm cuối của kênh đào Cromford.

Kênh đào Erewash được xây dựng năm 1777 với ý định vận chuyển than. Nó nối từ sông Trent ở Sawley đến thị trấn Langley Mill, cách Cromford 14 mi (23 km) về phía nam. Năm 1788, Richard Arkwright đã yêu cầu William Jessop ước tính chi phí xây dựng kênh đào nối các nhà máy tại Cromford với Langley Mill. Con số mà Jessop đưa ra là 42.000 bảng Anh (tương đương với 5 triệu bảng năm 2019), và con số này được huy động chỉ trong vài tuần. Chủ sở hữu nhà máy địa phương Jedediah Strutt và Thomas Evans đã phản đối đề xuất xây dựng kênh đào, vì sợ nó sẽ gây trở ngại cho việc cung cấp nước cho các nhà máy của riêng họ, nhưng vào năm 1789, Quốc hội đã cho phép xây dựng kênh.
Khi kênh đào Cromford được khánh thành vào năm 1794, nó đã tiêu tốn gần gấp đôi ước tính ban đầu của Jessop. Giữa Langley Mill và Cromford Wharf, điểm cuối của kênh đào trong khu liên hợp nhà máy ở Cromford, kênh đào tổng cộng chảy qua hai ống cống, 2.700 mét đường ngầm bên dưới một số xưởng sắt và mười bốn khóa nước. Ba phần tư hàng hóa vận chuyển trên kênh đào này là than đá và than cốc, phần còn lại là đá mài, quặng sắt và chì. Khi kênh đào Derby và Nottingham được hoàn thành bởi Jessop và Benjamin Outram vào năm 1796, chúng đã cung cấp các tuyến đường trực tiếp đến các trung tâm dệt may quan trọng của Derby và Nottingham. Vào tháng 1 năm 1845, Công ty kênh đào Cromford đã quyết định xây dựng một máy bơm cố định để cung cấp đủ nước trong điều kiện khô cạn. Kênh đào trở thành con đường vận chuyển quan trọng cho đến thế kỷ 19 khi tuyến đường sắt Manchester, Buxton, Matlock và Midland Junction kéo dài đến phía nam của con kênh. Năm 1852, kênh đào được bán lại cho công ty đường sắt bởi sự suy giảm nhanh chóng của nó. Đến năm 1889, kênh đào chủ yếu được sử dụng cho giao thông địa phương. Cuối cùng, nó đã bị đóng cửa vào năm 1944 vì chi phí bảo trì và sửa chữa kênh đào là quá lớn. Hội đồng hạt Derbyshire đã mua lại kênh đào vào năm 1974 và Hiệp hội kênh đào Cromford đảm nhận nhiệm vụ phục hồi nó.

### Tuyến đường sắt Cromford và High Peak
Vào cuối thế kỷ 19, một kênh đào được đề xuất xây dựng để nối với Peak Forest với điểm cuối tại Whaley Bridge, và nó sẽ cùng với kênh Cromford cung cấp một tuyến đường trực tiếp giữa các thị trường ở Lancashire và Derbyshire. Tuy nhiên, do chi phí nên kế hoạch bị hủy bỏ. Josias Jessop, con trai của William Jessop thì tin rằng, việc vận chuyển bằng xe ngựa sẽ rẻ hơn so với việc xây dựng một con kênh. Vào ngày 2 tháng 5 năm 1825, một đạo luật của Quốc hội về việc xây dựng tuyến đường sắt từ Cromford đến Whaley Bridge được thông qua. Đề xuất được ủng hộ bởi William Cavendish, Richard Arkwright và một số ông chủ ngân hàng đầy tham vọng ở Manchester. Người ta hy vọng rằng, đầu máy hơi nước sẽ được sử dụng trên tuyến đường sắt này, mặc dù công nghệ này vẫn còn ở giai đoạn sơ khai và George Stephenson đã không phát triển Rocket cho đến năm 1829. Phần phía nam của tuyến đường sắt từ Cromford Wharf đến Hurdlow ở phía đông nam Buxton, mở cửa vào ngày 29 tháng 5 năm 1830 vào ngày 6 tháng 7 năm 1831, phần còn lại của tuyến đường sắt nối đến Whaley Bridge. Đầu máy hơi nước đầu tiên được đưa vào sử dụng là vào năm 1841, còn trước đó, giao thông bằng đường sắt vẫn sử dụng sức ngựa.

## Hình ảnh

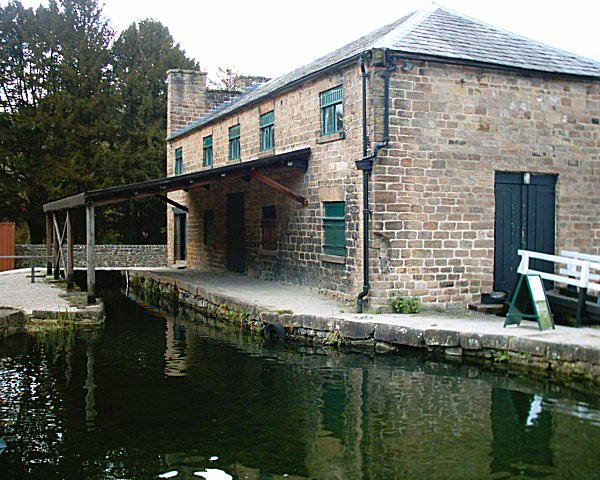
Cuối kênh Cromford.
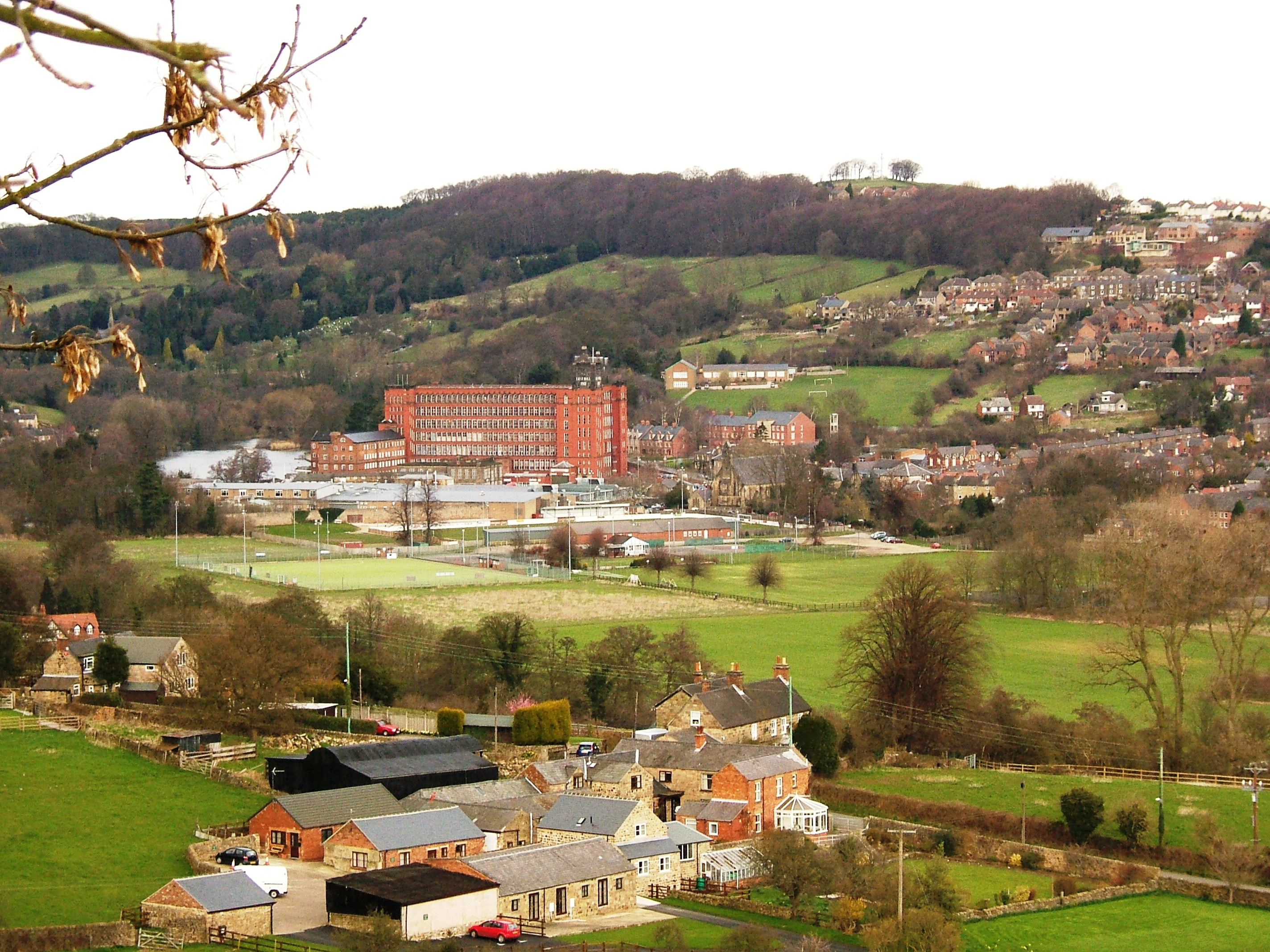
Nhà máy Belpers East xây năm 1912.